# Hardcore Justice
 (août 2017).
Si vous disposez d'ouvrages ou d'articles de référence ou si vous connaissez des sites web de qualité traitant du thème abordé ici, merci de compléter l'article en donnant les références utiles à sa vérifiabilité et en les liant à la section « Notes et références ».

Logo de Hard Justice.

Hard Justice est un pay-per-view de catch organisé par la Total Nonstop Action Wrestling. La première édition s'est déroulée en mai 2005 et la seconde en août 2006.
En 2010 le pay-per-view a changé de nom et de concept pour s'appeler Hardcore Justice (2010).

## Événement
| #  | Événement               | Date                      | Ville                | Arène                | Main Event | Temps       |
| -- | ----------------------- | ------------------------- | -------------------- | -------------------- | --- | ----------- |
| 1  | Hard Justice (2005)     | 15 mai 2005               | Orlando, Floride     | Impact! Zone         | Jeff Jarrett (c) vs. AJ Styles pour le NWA World Heavyweight Championship | 19:30       |
| 2  | Hard Justice (2006)     | 13 août 2006              | Orlando, Floride     | Impact! Zone         | Jeff Jarrett (c) vs. Sting pour le NWA World Heavyweight Championship | 15:09       |
| 3  | Hard Justice (2007)     | 12 août 2007              | Orlando, Floride     | Impact! Zone         | Kurt Angle (c) vs. Samoa Joe pour le IWGP World Heavyweight Championship, TNA World Heavyweight Championship, TNA X Division Championship et TNA World Tag Team Championship | 18:34       |
| 4  | Hard Justice (2008)     | 10 août 2008              | Trenton, New Jersey  | Sovereign Bank Arena | Samoa Joe (c) vs. Booker T pour le TNA World Heavyweight Championship | 12:44       |
| 5  | Hard Justice (2009)     | 16 août 2009              | Orlando, Floride     | Impact! Zone         | Kurt Angle (c) vs. Matt Morgan vs. Sting pour le TNA World Heavyweight Championship                                                                                          | 11:22       |
| 6  | Hardcore Justice (2010) | 8 août 2010               | Orlando, Floride     | Impact! Zone         | Rob Van Dam vs. Sabu dans Hardcore Match | 17:15       |
| 7  | Hardcore Justice (2011) | 7 août 2011               | Orlando, Floride     | Impact! Zone         | Sting (c) vs. Kurt Angle pour le TNA World Heavyweight Championship | 15:22       |
| 8  | Hardcore Justice (2012) | 12 août 2012              | Orlando, Floride     | Impact! Zone         | Austin Aries (c) vs. Bobby Roode pour le TNA World Heavyweight Championship                                                                                                  | 24:36       |
| 9  | Hardcore Justice (2013) | 15 août 2013 22 août 2013 | Norfolk, Virginie    | Impact! Zone         | 15 août : Chris Sabin (c) vs. Bully Ray pour le TNA World Heavyweight Championship 22 août : Aces & Eights vs. Main Event Mafia                                              | 18:30 16:45 |
| 10 | Hardcore Justice (2014) | 20 août 2014              | Orlando, Floride     | Impact! Zone         | Austin Aries vs. Bobby Roode vs. Eric Young vs. Gunner vs. James Storm vs. Magnus pour devenir challenger au TNA World Heavyweight Championship                              | 12:00       |
| 11 | Hardcore Justice (2015) | 1er mai 2015              | Orlando, Floride     | Impact! Zone         | Eric Young vs. Kurt Angle dans un Stretcher Match | 13:10       |
| 12 | Hardcore Justice (2021) | 10 avril 2021             | Nashville, Tennessee | Skyway Studios       | Eddie Edwards, Rich Swann, Trey Miguel & Willie Mack vs. Violent By Design                                                                                                   | 20:28       |

## Hard Justice

### 2005
Hard Justice 2005 s'est déroulé le 15 mai 2005 au Universal Orlando Resort de Orlando, Floride. L'évènement était dédié au catcheur de la TNA Chris Candido, qui est mort le 28 avril à la suite des complications d'une blessure dont il a souffert à Lockdown 2005.
- Dark match : Shark Boy def. David Young (6:28)
  - Shark Boy a effectué le tombé sur Young après un Dead Sea Drop pour avoir une chance dans le Gauntlet for the Gold.
- Team Canada (Petey Williams et Eric Young) (w/Coach D'Amore) def. Apolo et Sonny Siaki (8:06)
  - Williams a effectué le tombé sur Siaki après que A-1 est intervenu et a porté un Brainbuster sur Siaki.
- Michael Shane et Trinity def. Chris Sabin et Traci dans un match par équipe mixte (10:19)
  - Shane a effectué le tombé sur Sabin après un Superkick et que Traci se soit retournée contre Sabin.
- Raven def. Sean Waltman dans un Clockwork Orange House of Fun match (13:00)
  - Raven a effectué le tombé sur Waltman après un back body drop sur Waltman à travers la cage.
  - L'adversaire original de Raven était Jeff Hardy, mais Hardy ratait son avion et a été remplacé par Waltman.
- Monty Brown et The Outlaw def. Diamond Dallas Page et Ron Killings (8:55)
  - Brown a effectué le tombé sur Page après un Pounce.
- The Naturals (Andy Douglas et Chase Stevens) def. America's Most Wanted (Chris Harris et James Storm) pour conserver le NWA World Tag Team Championship (14:10)
  - Stevens a effectué le tombé sur Storm avec un petit paquet.
- Christopher Daniels def. Shocker pour conserver le TNA X Division Championship (11:58)
  - Daniels a effectué le tombé sur Shocker après le Angel's Wings du haut de la troisième corde.
- Abyss a remporté un Gauntlet for the Gold de 20 hommes (26:45)
  - Les participants : Bobby Roode, Zach Gowen, Eric Young, Cassidy Riley, Elix Skipper, Shark Boy, A-1, Chris Sabin, Petey Williams, Sonny Siaki, Lance Hoyt, Michael Shane, Jerrelle Clarke, Mikey Batts, The Outlaw, Trytan, Ron Killings, Apolo, B.G. Jameset Abyss.
  - Abyss a effectué le tombé sur Killings après un Black Hole Slam pour devenir aspirant numéro un au NWA World Heavyweight Championship.
- A.J. Styles def. Jeff Jarrett (avec Tito Ortiz en tant qu'arbitre spécial) pour remporter le NWA World Heavyweight Championship (19:30)
  - Styles a effectué le tombé sur Jarrett après un Spiral Tap.

### 2006
Hard Justice 2006 s'est déroulé le 13 août 2006 au Universal Orlando Resort de Orlando, Floride. 
- Dark match: R-Truth def. A-1 (3:09)
  - R-Truth a effectué le tombé sur A-1 après un Axe Kick.
- Dark match: Sonjay Dutt et Cassidy Riley def. Jimmy Jacobs et El Diablo (3:08)
  - Dutt a effectué le tombé sur Diablo après un standing shooting star press.
- Eric Young def. Johnny Devine (5:47)
  - Young a effectué le tombé sur Devine après un Young Blood Neckbreaker.
- Le show était à ce moment interrompu après un souci technique au niveau de la pyrotechnie qui a enflammé le toit de l'aréna qui était temporairement évacué jusqu'à ce que le feu soit totalement maîtrisé. Ceci a contraint d'annuler le match entre les America's Most Wanted, The Naturals, The James Gang et Matt Bentley & Kazarian.
- Chris Sabin def. Alex Shelley (w/Kevin Nash et Johnny Devine) (8:21)
  - Sabin a effectué le tombé sur Shelley après un Cradle Shock pour devenir aspirant numéro un au TNA X Division Championship.
  - Kevin Nash était à l'origine l'adversaire de Chris Sabin, mais il avait une blessure à la nuque.
- Abyss (w/James Mitchell) def. Brother Runt (6:17)
  - Abyss a effectué le tombé sur Runt après un Black Hole Slam sur un tas de punaises.
- Samoa Joe def. Rhino et Monty Brown dans un Falls Count Anywhere Triple Threat match (13:37)
  - Joe a effectué le tombé sur Brown après un STO à travers une table.
- Gail Kim def. Sirelda (4:01)
  - Kim a effectué le tombé sur Sirelda après un Neckbreaker de la troisième corde.
- Senshi def. Petey Williams et Jay Lethal dans un Triple Threat match pour conserver le TNA X Division Championship (10:35)
  - Senshi a effectué le tombé sur Lethal après que Williams lui a porté le Canadian Destroyer.
- A.J. Styles et Christopher Daniels def. The Latin American Exchange (Homicide et Hernandez) (w/Konnan) pour conserver le NWA World Tag Team Championship (14:37)
  - Daniels a effectué le tombé sur Homicide après un travail en équipe et un crossbody.
- Jeff Jarrett (w/Scott Steiner) def. Sting (w/Christian Cage) pour conserver le NWA World Heavyweight Championship (15:09)
  - Jarrett a effectué le tombé sur Sting après que Cage l'a frappé avec une guitare.

### 2007
Hard Justice 2007 s'est déroulé le 12 août 2007 au Universal Orlando Resort de Orlando, Floride. 
Jay Lethal/Sonjay Dutt def Triple X (Christopher Daniels/Senshi) et Motor City Machine Guns (Chris Sabin/Alex Shelley) (15:50)
- Lethal effectue le tombé sur Daniels à la suite d'un Roll-up

Kaz def Raven (5:41) 
- Kaz effectue le tombé sur Raven à la suite d'un Big Boot

James Storm def Rhino dans un Bar Room Brawl (13:15)
- Storm effectue le tombé sur Rhino après l'avoir frappé avec une bouteille

Latin American Exchange (Homicide/Hernandez) def Voodoo Kin Mafia (B.G. James/Kip James) (5:50)
- Homicide effectue le tombé sur Kip James avec un Victory roll

Robert Roode def Eric Young (9:31)
- Roode effectue le tombé sur Young après un coup de poing américain

Chris Harris def Black Reign (4:50)
- Reign fut disqualifié après avoir attaqué les arbitres

The Steiner Brothers (Rick/Scott) def Team 3D (Brother Ray/Brother Devon) (11:00)
- Scott effectue le tombé sur Devon avec un Steiner Bulldog.

Abyss/Andrew Martin/Sting def Christian Cage/A.J. Styles/Tomko dans un Doomsday Chamber of Blood (10:51)
- Abyss effectue le tombé sur Styles avec un Black Hole Slam sur du verre cassé pour se mériter un match pour le TNA World Heavyweight Championship à No Surrender 2007
- Le match se déroulait dans un cage entourée de barbelés et il fallait faire saigner son adversaire pour pouvoir le battre.

TNA World Heavyweight Champion et IWGP Third Belt Champion Kurt Angle def Samoa Joe pour remporter le TNA X Division Championship et les TNA World Tag Team Championship (18:34) 
- Angle effectue le tombé sur Joe après l'avoir frappé avec une chaise
- Toutes les ceintures étaient en jeu

### 2008
| # | Matches | Stipulations                                                                |
| - | --- | --------------------------------------------------------------------------- |
| 1 | Petey Williams (c) (managé par Rhaka Khan) def. Consequences Creed | Simple match pour le TNA X Division Championship                            |
| 2 | Gail Kim, Taylor Wilde et O.D.B. def. Awesome Kong (managé par Raisha Saeed) et The Beautiful People (Velvet Sky et Angelina Love)                                               | Six-Woman tag team match                                                    |
| 3 | Beer Money, Inc. (Robert Roode et James Storm) (managé par Jacqueline) def. The Latin American Xchange (Homicide et Shawn Hernandez) (managé par Hector Guerrero et Salinas) (c) | Tag team match pour le TNA World Tag Team Championship                      |
| 4 | Jay Lethal def. Sonjay Dutt | Black Tie Brawl et Chain Match                                              |
| 5 | Christian Cage et Rhino def. Team 3D (Brother Ray et Brother Devon) | New Jersey Street Fight                                                     |
| 6 | A.J. Styles def. Kurt Angle | Last Man Standing match                                                     |
| 7 | Samoa Joe (c) def. Booker T (manager par Sharmell) | Six Sides of Steel Weapons match pour le TNA World Heavyweight Championship |

## Hardcore Justice

Logo de Hardcore Justice

Le ppv a changé de contexte et de nom pour 2010 spécialement pour une réunion des anciens ECW légende et l'adopte en 2011 & 2012 aussi

## Hardcore Justice 2
La TNA annonce qu'en 2013 se tiendra une deuxième édition de Hardcore Justice avec à l'affiche le retour de nombreuses star de feue ECW, tout comme en 2010. Le pay-per-view annuel nommé "Hardcore Justice" est lui supprimé.